# Diario Frontera
 (avril 2020).
Le Diario Frontera (en français, Journal de la Frontière) est un quotidien vénézuélien publié à Mérida et représente le plus important quotidien de la ville en tirage. Il est vendu aussi dans toute la région des Andes vénézuéliennes ainsi qu'à Maracaibo et Caracas.

## Histoire
Fondé le 12 août 1978 par José Benedicto Monsalve, c'est l'un des plus anciens journaux, avec le El Universal.
En 2008, le journal passe au format tabloïd et toutes ses illustrations en couleur.
En 2010, il se vend environ 40 000 exemplaires par jour, chiffre qui atteint plus de 45 000 exemplaires pour l'édition dominicale.